# Indian Trade Service
L'Indian Trade Service (ITS), grup 'A' de la funció pública, es va crear com un grup especialitzat per manejar el comerç internacional de l'Índia i el comerç sobre la base de les recomanacions del Comitè Mathur (Grup d'Estudi sobre la importació i l'Organització Export Control Comercial dirigit per Sri HC Mathur, Membre del Parlament) el 1965. La Direcció General de Comerç Exterior (DGFT) del Ministeri de Comerç és l'autoritat de control de quadre de les ITS, té moltes oficines regionals en tota l'Índia, i té un paper important en el comerç exterior de l'Índia amb la seva formulació i aplicació de polítiques.
El Departament és dirigit per un secretari, que és assistit per un assessor especial del secretari i financers, tres secretaris addicionals, un conjunt de tretze secretàries a nivell d'oficina i un nombre d'altres oficials d'alt rang. Tenint en compte el gran augment de la càrrega de treball en assumptes relacionats amb l'Organització Mundial del Comerç (OMC), els acords comercials regionals (ACR), els acords de lliure comerç (TLC), les zones econòmiques especials (ZEE), els grups d'estudis conjunts (JSGs), etc., dos llocs de cada un dels secretaris i directors comuns van ser creats al Departament durant el període 2008-09.

## Organització
El Departament està organitzat funcionalment en les vuit divisions:
- Divisió d'Administració i Generals
- Divisió de Finances
- Direcció Econòmica
- Divisió de Polítiques Comercials
- Divisió de Comerç Exterior Territorial
- Comerç Estatal i Divisió d'Infraestructures
- Divisió de Subministraments
- Divisió de Plantacions